# Cerkiew św. Dymitra w Starym Dzikowie
Cerkiew św. Dymitra w Starym Dzikowie – murowana greckokatolicka cerkiew parafialna, zbudowana w 1904, staraniem proboszcza parafii greckokatolickiej - ks. Wasyla Czerneckiego, w miejscu kilku poprzednich cerkwi, z których najstarsza wzmiankowana była w pierwszej połowie XVI wieku, a poprzedniczką obecnej była cerkiew zbudowana w 1724 z fundacji właściciela wsi – hetmana wielkiego koronnego Adama Mikołaja Sieniawskiego. Poprzedniczka obecnej cerkwi została odnowiona w 1873, zamontowano w niej wtedy również pozłacany ikonostas. Nabożeństwa w starej cerkwi odbywały się do czasu poświęcenia nowej, później została rozebrana.
16 września 1906 nową cerkiew poświęcił bp Konstanty Czechowicz, ordynariusz diecezji greckokatolickiej w Przemyślu.
Obecnie istniejącą cerkiew murowaną zaprojektował architekt Teodor Mielniczuk w stylu neobizantyjskim, na planie krzyża z wydzielonym od wschodu, trójbocznie zamkniętym prezbiterium. Na przecięciu ramion krzyża wznosi się wyniosła kopuła, osadzona na kolistym bębnie.
Elewacja zewnętrzna od zachodu, północy i południa jest półkoliście zwieńczona, wspierana po bokach przez pary smukłych półkolumn z bizantynizującymi kapitelami. Na osi fasady od wschodu znajduje się rozbudowany portal, ujęty zdwojonymi i wtopionymi półkolumnami, zamknięty półkolistą archiwoltą, zdobioną delikatnymi motywami roślinnymi. Nad głównym wejściem uwieczniony został rok budowy cerkwi. Na osi fasady powyżej wejścia oraz na elewacjach bocznych rozmieszczone są duże okna w typie dekoracyjnie opracowanych triforiów. Na elewacji południowej powyżej okna umieszczono dodatkowo plakietę z wyobrażeniem Matki Boskiej z Dzieciątkiem, a na północnej św. Józefa.

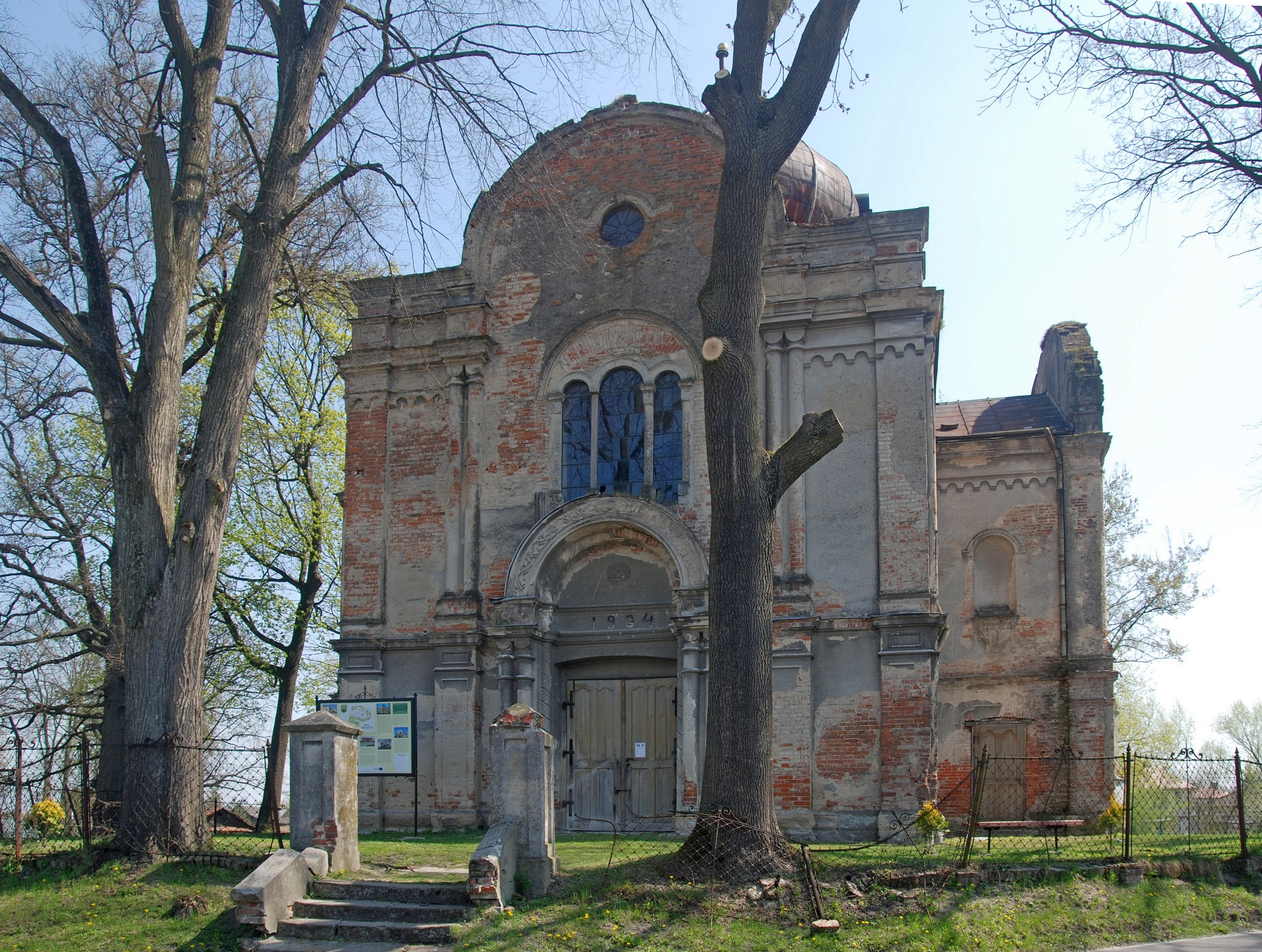
Elewacja frontowa
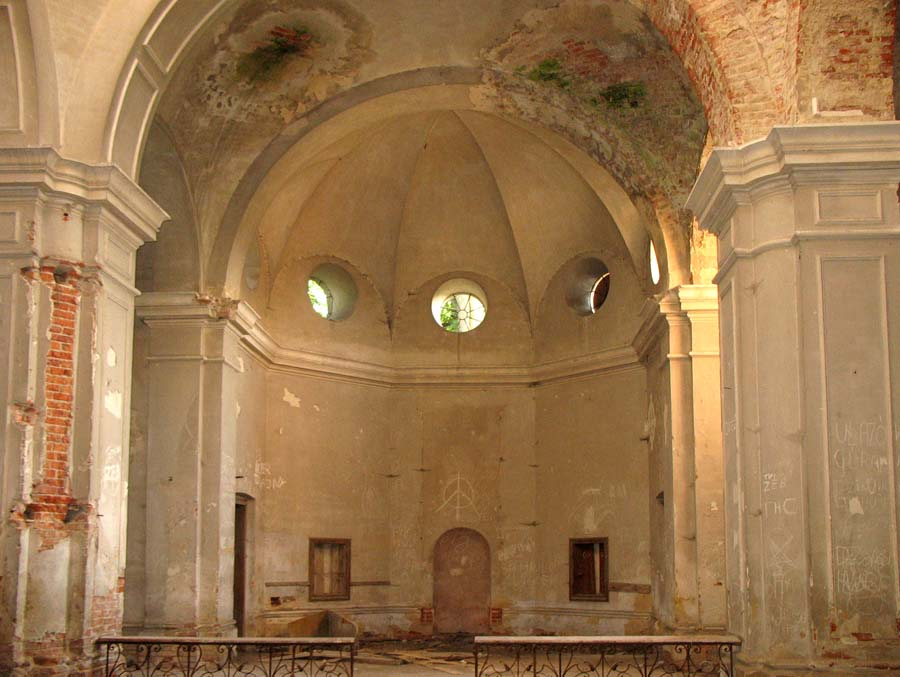
Wnętrze
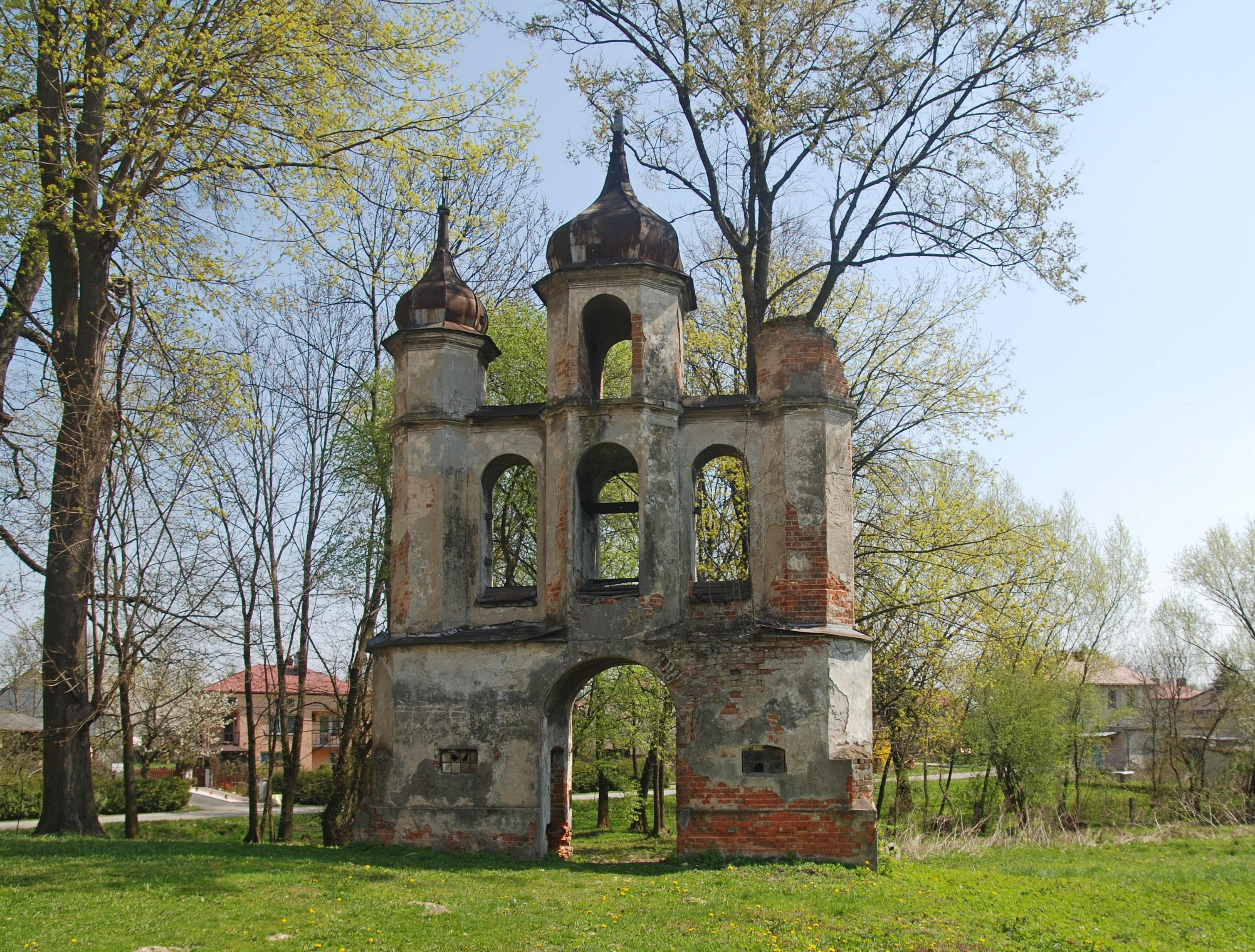
Dzwonnica
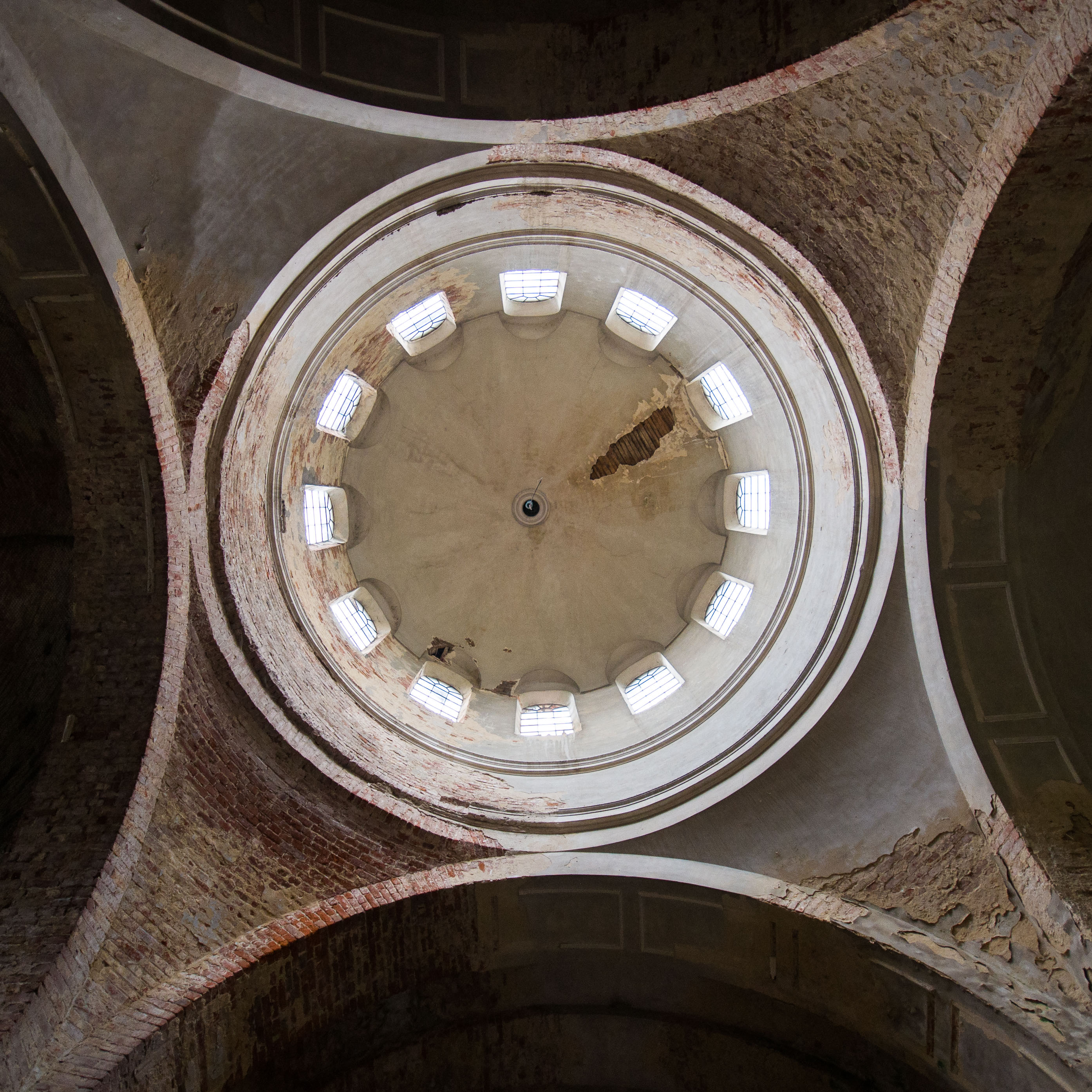
Kopuła

Wnętrzu nadano bardziej surowy wygląd architektoniczny. Z płaszczyzny ścian wydzielone są masywne filary ujęte pilastrami, na których wspierają się łuki sklepień kolebkowych i żaglastych.
Wyposażenie cerkwi nie zachowało się. Przetrwały jedynie fragmenty dawnego wystroju zabezpieczone w zbiorach muzealnych. Wśród nich znajduje się kilka ikon tworzących niegdyś ścianę ikonostasową, które przechowywane są w Muzeum w Lubaczowie. Zostały one wykonane w latach 1906–1911 przez ukraińskiego malarza Josifa Kuriłasa (1870–1951).
Obok cerkwi, w południowo-wschodnim narożu placu świątynnego, zachowała się murowana dzwonnica parawanowa na 4 dzwony (3 w jednym rzędzie, czwarty powyżej środkowego, znajdującego się w niższym rzędzie). Dzwony niestety nie zachowały się. W jej dolnej części wydzielona została półkolista brama, z bocznymi niewielkimi pomieszczeniami. Całość zwieńczona jest trzema symetrycznymi ośmiobocznymi wieżyczkami, z których środkowa jest największa. Od góry wieżyczki nakryto hełmami cebulastymi. Zespół cerkiewny otacza ogrodzenie z dekoracyjnie plecionej siatki drucianej zdobionej kutymi w żelazie ornamentami.
Pod koniec II wojny światowej w wyniku wysiedlenia ludności ukraińskiej parafia greckokatolicka przestała istnieć. Opuszczona cerkiew została około 1950 zdewastowana. Przez kilka lat była wykorzystywana jako magazyn Gminnej Spółdzielni "Samopomoc Chłopska", później przez wiele lat stała nieużytkowana.
W dniach 3–7 stycznia 2007 roku w cerkwi były realizowane sceny do filmu Andrzeja Wajdy Post mortem. Opowieść katyńska. Od tego czasu została częściowo zabezpieczona i zamknięta. Wewnątrz pozostała scenografia planu filmowego.